# Comté de Jasper (Indiana)
Pour les articles homonymes, voir Comté de Jasper.
Le comté de Jasper (Jasper County) est l'un des comtés de l'État de l'Indiana (États-Unis). Le siège du comté se situe à Rensselaer. Il fait partie de l'aire métropolitaine de Chicago.
La population totale du comté s'élevait à 33 478 habitants en 2010.